# Jabłuniwka (rejon szyrokiwski)
Jabłuniwka (ukr. Яблунівка) – wieś na Ukrainie, w obwodzie dniepropetrowskim, w rejonie szyrokiwskim. W 2001 roku liczyła 117 mieszkańców.